# Cantharellus parviluteus
Cantharellus parviluteus é uma espécie de fungo pertencente à família Cantharellaceae.